# Roca de Droc
La Roca de Droc és una muntanya de 155 metres que es troba entre els municipis de Pallejà i de Corbera de Llobregat a la comarca del Baix Llobregat. Al cim podem trobar-hi un vèrtex geodèsic (referència 285124017).
A les edicions antigues de l'ICC el cim constava com a "Turó del Bori", i actualment ja ha estat corregit.